# Tuyến Gyeongin
Tuyến Gyeongin (Gyeonginseon) là tuyến tàu điện ngầm ở Hàn Quốc, hiện nối Ga Guro ở Seoul và Incheon. Ban đầu nó là đường sắt đầu tiên của Hàn Quốc, nó chuyển thành tuyến tàu điện ngầm và là một phần của Tàu điện ngầm Seoul tuyến 1.

## Lịch sử

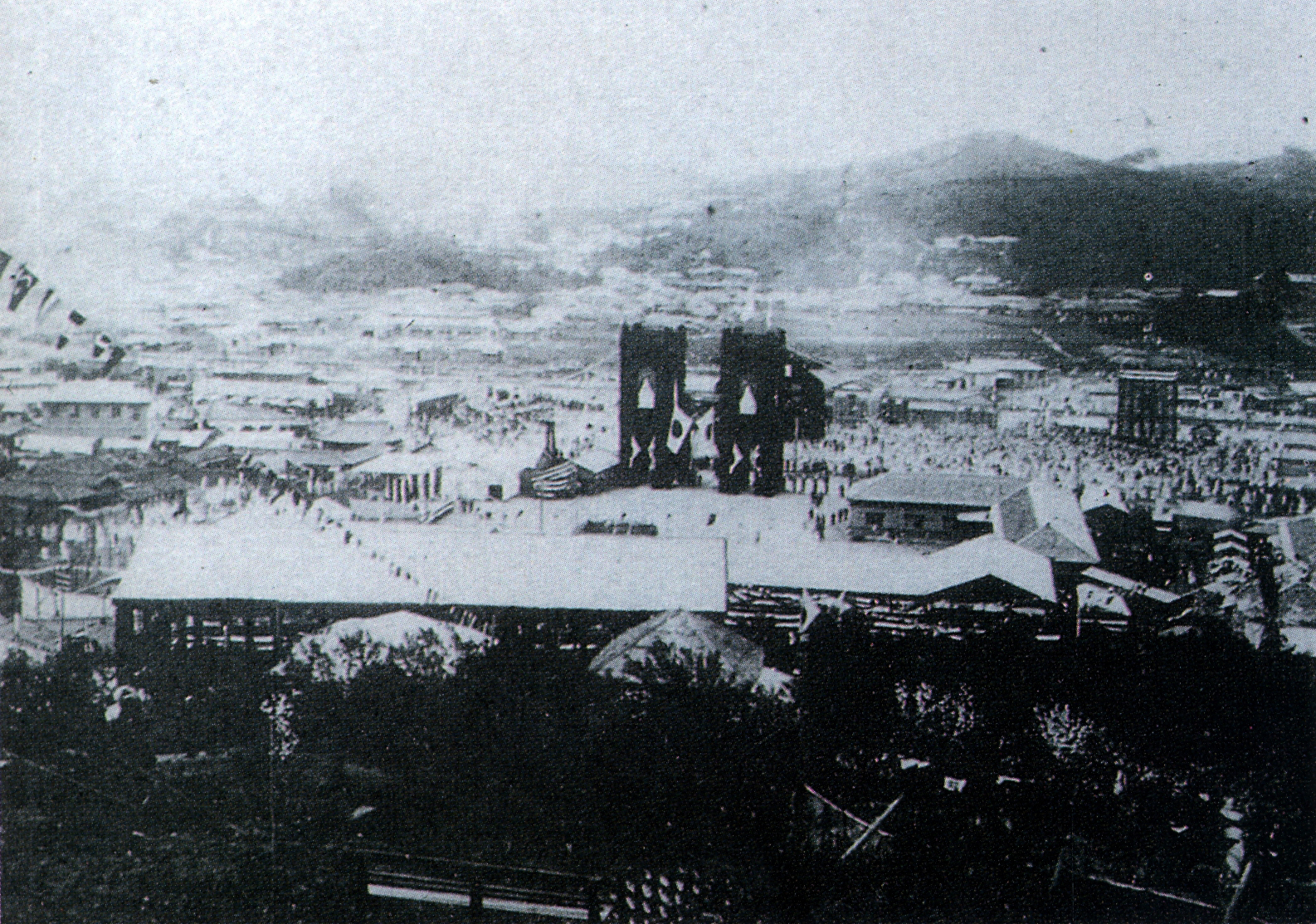
Khánh thành vào năm 1899

Tuyến Gyeongin là tuyến đường sắt đầu tiên được xây dựng tại Bán đảo Triều Tiên. Nó được mở giữa Noryangjin, trên bờ sông Hán băng qua Seoul, Geumchon, ở Incheon, vào 18 tháng 9 năm 1899. Sau đó, tuyến mở rộng băng qua sông Hán vào Ga Seoul, và vượt Geumchon đến cảng Incheon. Khi quá trình xây dựng Tuyến Gyeongbu hoàn thành từ Busan đến Guro vào 1 tháng 1 năm 1905, đoạn Seoul-Guro của tuyến Gyeongin trở thành một phần của Tuyến Gyeongbu. Phần còn lại của tuyến Gyeongin từ Guro đến Incheon dài 27,0 km (16,8 mi).

## Hoạt động
Korail hoạt động các dịch vụ hành khách cùng tuyến Gyeongin cho tới khi tuyến được điện khí hóa vào đầu năm 1970, khi dịch vụ hành khách được hợp nhất thành Tàu điện ngầm Seoul tuyến 1. Tàu tuyến 1 sử dụng tuyến Gyeongin cung cấp 10 tàu mỗi giờ mỗi hướng, với các dịch vụ đi đến Guro, Cheongnyangni, Dongmyo, Seongbuk, Chang-dong, Uijeongbu, Yangju, Dongducheon và Soyosan.

## Bản đồ tuyến
|  |  |  |

|  |  |  |

|  |  |  |

|  |  |  |

|  |  |  |

|  |  |  |

|  |  |  |

|  |  |  |

|  |  |  |

|  |  |  |

|  |  |  |

|  |  |  |

|  |  |  |

|  |  |  |

|  |  |  |

|  |  |  |

|  |  |  |

|  |  |  |

|  |  |  |

|  |  |  |

|  |  |  |

|  |  |  |

|  |  |  |

|  |  |  |

|  |  |  |

|  |  |  |

|  |  |  |

|  |  |  |

|  |  |  |

|  |  |  |

|  |  |  |

|  |  |  |

|  |  |  |

|  |  |  |

|  |  |  |

|  |  |  |

|  |  |  |

|  |  |  |

|  |  |  |

|  |  |  |

|  |  |  |

|  |  |  |

|  |  |  |

|  |  |  |

|  |  |  |

|  |  |  |

|  |  |  |

|  |  |  |

|  |  |  |

|  |  |  |

|  |  |  |

|  |  |  |

|  |  |  |

|  |  |  |

|  |  |  |

|  |  |  |

|  |  |  |

|  |  |  |

|  |  |  |

|  |  |  |

## Ga
| Số ga                              | Tên ga                                                    | Tên ga                           | Tên ga | Tốc hành đặc biệt | Tốc hành         | Chuyển tuyến                                             | Khoảng cách | Tổng khoảng cách | Vị trí      | Vị trí      |
| Số ga                              | Tiếng Anh                                                 | Hangul                           | Hanja  | Tốc hành đặc biệt | Tốc hành         | Chuyển tuyến                                             | Khoảng cách | Tổng khoảng cách | Vị trí      | Vị trí      |
| ---------------------------------- | --------------------------------------------------------- | -------------------------------- | ------ | ----------------- | ---------------- | -------------------------------------------------------- | ----------- | ---------------- | ----------- | ----------- |
| ↑ Tuyến Gyeongbu Hướng đi Sindorim |                                                           |                                  |        |                   |                  |                                                          |             |                  |             |             |
| 141                                | Guro                                                      | 구로                             | 九老   | ●                 | ●                | (Hướng đi Gwangmyeong · Seodongtan · Cheonan · Sinchang) | 0.0         | 0.0              | Seoul       | Guro-gu     |
| 142                                | Guil (Đại học Dongyang Mirae)                             | 구일 (동양미래대학)              | 九一   | ｜                | ｜               |                                                          | 1.4         | 1.4              | Seoul       | Guro-gu     |
| 143                                | Gaebong                                                   | 개봉                             | 開峰   | ｜                | ●                |                                                          | 1.0         | 2.4              | Seoul       | Guro-gu     |
| 144                                | Oryu-dong                                                 | 오류동                           | 梧柳洞 | ｜                | ｜               |                                                          | 1.3         | 3.7              | Seoul       | Guro-gu     |
| 145                                | Onsu (Lối vào Đại học Sungkonghoe)                        | 온수 (성공회대입구)              | 溫水   | ｜                | ｜               | (750)                                                    | 1.9         | 5.6              | Seoul       | Guro-gu     |
| 146                                | Yeokgok (Đại học Công giáo)                               | 역곡 (가톨릭대)                  | 驛谷   | ●                 | ●                |                                                          | 1.3         | 6.9              | Gyeonggi-do | Bucheon-si  |
| 147                                | Sosa (Đại học Thần học Seoul)                             | 소사 (서울신대)                  | 素砂   | ｜                | ｜               | (S16)                                                    | 1.5         | 8.4              | Gyeonggi-do | Bucheon-si  |
| 148                                | Bucheon (Đại học Bucheon)                                 | 부천 (부천대학교)                | 富川   | ●                 | ●                |                                                          | 1.1         | 9.5              | Gyeonggi-do | Bucheon-si  |
| 149                                | Jung-dong                                                 | 중동                             | 中洞   | ｜                | ｜               |                                                          | 1.7         | 11.2             | Gyeonggi-do | Bucheon-si  |
| 150                                | Songnae                                                   | 송내                             | 松內   | ●                 | ●                |                                                          | 1.0         | 12.2             | Gyeonggi-do | Bucheon-si  |
| 151                                | Bugae                                                     | 부개                             | 富開   | ｜                | ｜               |                                                          | 1.2         | 13.4             | Incheon     | Bupyeong-gu |
| 152                                | Bupyeong (Bệnh viện Đại học Công giáo Incheon St. Mary's) | 부평 (가톨릭대 인천성모병원)     | 富平   | ●                 | ●                | (I120)                                                   | 1.5         | 14.9             | Incheon     | Bupyeong-gu |
| 153                                | Baegun                                                    | 백운                             | 白雲   | ｜                | ｜               |                                                          | 1.7         | 16.6             | Incheon     | Bupyeong-gu |
| 154                                | Dongam                                                    | 동암                             | 銅岩   | ｜                | ●                |                                                          | 1.5         | 18.1             | Incheon     | Bupyeong-gu |
| 155                                | Ganseok                                                   | 간석                             | 間石   | ｜                | ｜               |                                                          | 1.2         | 19.3             | Incheon     | Namdong-gu  |
| 156                                | Juan                                                      | 주안                             | 朱安   | ●                 | ●                | (I218)                                                   | 1.2         | 20.5             | Incheon     | Michuhol-gu |
| 157                                | Dohwa                                                     | 도화                             | 道禾   | ｜                | ｜               |                                                          | 1.0         | 21.5             | Incheon     | Michuhol-gu |
| 158                                | Jemulpo (Cơ sở Jemulpo của Đại học Incheon)               | 제물포 (인천대학교 제물포캠퍼스) | 濟物浦 | ｜                | ●                |                                                          | 1.0         | 22.5             | Incheon     | Michuhol-gu |
| 159                                | Dowon                                                     | 도원                             | 桃源   | ｜                | ｜               |                                                          | 1.4         | 23.9             | Incheon     | Dong-gu     |
| 160                                | Dongincheon                                               | 동인천                           | 東仁川 | ●                 | ●                |                                                          | 1.2         | 25.1             | Incheon     | Jung-gu     |
| 161                                | Incheon                                                   | 인천                             | 仁川   | Không có dịch vụ  | Không có dịch vụ | (K272)                                                   | 1.9         | 27.0             | Incheon     | Jung-gu     |